# Jolene Blalock
Pour les articles homonymes, voir Blalock.
Jolene Blalock est une actrice américaine, née le 5 mars 1975 à San Diego, en Californie (États-Unis).

## Biographie
À 17 ans, elle entame une carrière de mannequin en Europe et en Asie. En 1998, elle commence sa carrière d'actrice dans un épisode de la sitcom Les Dessous de Veronica. Elle apparaîtra par la suite dans le téléfilm Jason et les Argonautes (2000) et des séries comme La croisière s'amuse, nouvelle vague (1999), Les Experts (2000), JAG (2001)...
En 2001, elle accepte le rôle principal de T'Pol dans la série Star Trek: Enterprise, qu'elle incarne dans les 98 épisodes de la série jusqu'à l'annulation prononcée en 2005. Elle a également participé à la franchise Stargate en incarnant Ishta dans deux épisodes de Stargate SG-1 en 2003-2004. Il était prévu qu'elle joue un ancien amour de Sawyer durant la saison 2005-2006 de Lost : Les Disparus, mais l'épisode fut finalement recentré sur Michael.
En 2008, elle joue dans le vidéofilm Starship Troopers 3 : Marauder.

## Filmographie
- 1998 : Les Dessous de Veronica (TV)
- 1999 : La croisière s'amuse, nouvelle vague (TV)

- 2000 : Les Experts Las Vegas Saison 1 épisode 20 Meurtre en silence: Laura Garris
- 2000 : Jason et les Argonautes (TV) : Médée
- 2001 : JAG (TV)
- 2001 - 2005 : Star Trek: Enterprise (TV) : T'Pol
- 2003 - 2004 : Stargate SG-1 (TV) : Ishta
- 2008 : Les Experts : Miami (TV)
- 2008 : Starship Troopers 3 : Marauder : Capitaine Lola Beck
- 2009 : Legend of the Seeker : L'Épée de vérité : Sœur Nicci
- 2009 : Dr House : Classé X (épisode 6x08) (TV) : Lexa